# 天丕 (新南威爾斯州)
天丕（/tɛmpiː/）是澳洲新南威爾斯州雪梨內西區的一個市區，位於雪梨商業中心區以南9（5.6英里）處，內西區議局地方政府行政區內。

## 教堂
- 天主教（英语：Catholic Church in Australia）聖伯多祿聖保祿堂（St Peter and St Paul Catholic Church）
- 天丕聯合教會（Tempe Uniting Church）

## 學校
- 天丕中學（英语：Tempe High School (Sydney)）[2]
- 天丕公立學校[3]

## 外部連結
维基共享资源上的相關多媒體資源：天丕
 维基导游上有關Sydney/Tempe的旅行指南